# Протчева Тетяна Іванівна
Тетяна Іванівна Протчева (нар. 1962, Київ) — українська майстриня художньої вишивки.

## Життєпис
Народилася в 1962 році в Києві.
Має вищу технічну освіту. Працює завідувачкою бюро приватизації житла Деснянського району м. Києва. Вишиває з дитинства. Своє вміння їй передала мати.

## Роботи
Вишиває національним українським орнаментом краватки, «метелики» та хустинки для фраків, ікони, картини, листівки, обкладинки до паспортів.
Наймасштабніші проекти — вишивані мапи. Перша її вишита карта України узгоджена в Інституті картографії. Друга — відображає орнамент різних регіонів країни. До її створення долучилося приблизно 136 осіб. Вишиту мапу світу презентувала на виставці «Експо–2010» у Шанхаї. До неї доклали рук представники 192 країн, які брали участь у виставці. Цю карту майстриня передала до музею Шанхая.
Розпочала створювати мапу світу, залучаючи до проекту українців-емігрантів.
Майстриня надає перевагу техніці вишивання хрестиком, гладдю, вишивку бісером використовує лише під час декорування, коли роботи потребують об'єму. У вишивці зазвичай застосовує кольори центрального регіону — червоний і чорний. Ескізи для своїх робіт розробляє самостійно, однак, вишиваючи картини, інколи послуговується творіннями художників.

## Музеї
2010 р. Тетяна Протчева відкрила Міжнародний музей вишивки, де репрезентує українську та іноземну вишивку. Влітку 2011 р. відкрила ще один Музей вишивки, в якому демонструє власні роботи, що поєднують традиційність із сучасністю.

## Досягнення
Представляла свої роботи в США, Шотландії, Японії, Китаї, Великій Британії, Ізраїлі, Австралії. Учасниця всесвітніх виставок «Експо». Її метод вишивки нитками німба ікон і картин на біблейську тематику, що світяться в темряві, а також новий вид декору — вишивка на шкаралупі, зареєстровані «Книгою рекордів України». Мапу з орнаментами різних регіонів зареєстровано в Національному реєстрі рекордів України.